# エステル (小惑星)
エステル (622 Esther) は、小惑星帯の小惑星。アメリカ合衆国のジョエル・ヘイスティングス・メトカーフがマサチューセッツ州タウントンで発見した。
旧約聖書の『エステル記』に登場する、ユダヤ人でペルシア王妃のエステルに因んで名付けられた。